# Technotise
Технотайз (серб. Технотаjз) — сербский комикс, созданный Дарко Гркиничем. Иллюстрации Алекса Гайич.
В 2009 вышло продолжение комикса — мультфильм под названием «Эдит и я».
Действие происходит в Белграде в 2074 году. Студентка Эдит Стефанович и профессор ищут туннель под Дунаем, который построен во время австро-турецкой войны.
6 ноября 2011 года в Youtube был выложен анимационный клип под названием «Bombona?» (в переводе с сербского означает «Конфета?»). В клипе участвует главная героиня этого комикса.